# Ihor Voronkov
Ihor Voronkov (Dzerzjynsk, 24 april 1981) is een Oekraïens voetballer. Voronkov speelde tot op heden gedurende zijn volledige professionele carrière voor een Wit-Russische club. 
Op 30 juni 2011 maakte Voronkov zijn debuut in de UEFA Europa League. In deze wedstrijd, tegen het Azerbeidzjaanse AZAL PFK, maakte hij een doelpunt.